# Over Each Other
„Over Each Other“ je píseň americké rockové skupiny Linkin Park. Byla vydána 24. října 2024 jako třetí singl z jejich osmého studiového alba From Zero.

## Pozadí
Dne 18. října 2024 prozradil člen skupiny Joe Hahn, že třetím singlem alba bude píseň „Over Each Other“. Vydána byla 24. října spolu s videoklipem. V rámci propagace písně se ukázka videoklipu objevila na billboardu na Times Square v New Yorku.
Píseň byla popsána jako směsice pop rocku a alternativního rocku.

## Videoklip
Singl s videoklipem vyšel 24. října 2024. Režíroval ho člen skupiny Joe Hahn. Natočen byl v Soulu v Jižní Koreji.
V klipu vystupuje zpěvačka kapely Emily Armstrong a korejská herečka Kong Seong-Ha. Hrají nejlepší kamarádky. Následně se pohádají na záchodě. Hádka pokračuje i v autě. To vše vede k autonehodě. Obě dámy zachraňují hasiči a doktoři. Na konci klipu vyjde najevo, že Emily během autonehody zemřela. Konec je přirovnáván k tvorbě režiséra M. Nighta Shyamalana.

## Obsazení

#### Linkin Park
- Emily Armstrong – zpěv
- Colin Brittain – bicí
- Brad Delson – sólová kytara
- Dave "Phoenix" Farrell – basová kytara
- Joe Hahn – samplování, programování
- Mike Shinoda – klávesy, doprovodné vokály, rytmická kytara